# Centre allemand d'histoire de l'art
Le Centre allemand d’histoire de l’art - DFK Paris (en allemand : Deutsches Forum für Kunstgeschichte Paris) est un institut de recherche indépendant en histoire de l'art. Situé en France au cœur de la capitale Paris, il se conçoit comme un lieu d'échange scientifique international.  
Les traditions intellectuelles française et allemande nouent ici un dialogue fructueux avec des courants de pensée internationaux, et deviennent le point de départ de recherches novatrices et interdisciplinaires sur l'art des deux pays replacé dans un contexte global. Les thèmes de recherche travaillés dans le cadre de programmes de recherche, de bourses ou encore de colloques, s’étendent de l’art du Moyen Age à l’art contemporain, et donnent lieu à des publications éditées par le Centre.
Comme ses instituts partenaires à Rome, Moscou, Istanbul, Tokyo et Beyrouth, le DFK Paris fait partie de la Fondation Max-Weber - Deutsche Geisteswissenschaftliche Institute im Ausland. A travers cette fondation, il est financé sur les fonds du Ministère allemand de l'Éducation et de la Recherche. 

## Historique
Le DFK Paris est né sous la forme d’un projet, initié en 1997 grâce au financement du Ministère allemand de l’enseignement et de la recherche. Celui-ci répondait à un souhait de longue date de la recherche allemande en histoire de l’art : donner un cadre institutionnel aux études sur l’art français et sur sa réception à travers le monde. L’objectif majeur était de centraliser les recherches en langue allemande sur l’histoire de l’art en France, mais aussi de susciter l’intérêt des sciences humaines françaises pour l’art en Allemagne comme pour l’histoire de l’art germanophone. De ce point de vue, le DFK Paris est devenu au fil des années, en tant qu’institut de recherche extra-universitaire et indépendant, un lieu d’échange intensif pour l'histoire de l'art internationale.
À la suite d'une recommandation de son Conseil scientifique, l'institut a été intégré en 2006 à la Fondation DGIA (Deutsche Geisteswissenschaftliche Institute im Ausland), directement rattachée au Ministère allemand et devenue en 2012 la Fondation Max-Weber – DGIA. Situé Place des Victoires pendant ses premières années d’activité, l’institut occupe depuis octobre 2011 l’Hôtel Lully. Il se trouve ainsi à proximité immédiate de l’Institut national d’histoire de l’art (INHA), l’un de ses principaux partenaires, et de sa bibliothèque.

## Direction
De 1997 à 2007 Thomas W. Gaehtgens (directeur fondateur)
De 2007 à 2009 Julia Drost (directrice par intérim)
De 2009 à 2014 Andreas Beyer (de)
Depuis le 1er février 2014, l’institut est dirigé par Thomas Kirchner (de), spécialiste de l’art français des XVIIe et XVIIIe siècles.

## Bourses, stages et aides
Le soutien aux jeunes chercheurs est l’une des missions centrales du Centre allemand d’histoire de l’art Paris. Les nombreux formats différents pour les étudiants, les doctorants, les postdoctorants et les maîtres de conférence sont financés par le Ministère allemand de l’Enseignement et de la Recherche (BMBF). Le département se veut en outre un centre de coordination pour la transmission de contacts de chercheurs en France et en Allemagne, et encourage l’intégration des jeunes scientifiques dans un réseau international.
Les programmes d’aide du DFK Paris incluent des bourses de courte durée, des financements à plus long terme pour les thèses de doctorat, mais aussi des formats du type voyages d’étude, cours et colloques à visée de formation spécifique. 
Avec ses sujets annuels, l’institut participe aux débats actuels de la discipline, auxquels un groupe international de boursiers est invité à réfléchir dans le cadre d’un programme d’études. Des formats de travail variés tels que des conférences, ateliers, lectures, excursions, journées d’étude, viennent alimenter tout au long de l’année les projets de recherche personnels.

## Projets de recherche
Le Centre allemand d'histoire de l'art Paris mène des programmes de recherche sur l'art en France et en Allemagne, ainsi que sur les relations artistiques internationales à toutes les époques. Une attention particulière est accordée aux spécificités des traditions théoriques et historiographiques de chacun des deux pays. 
ARCHITRAVE – Art et architecture à Paris et Versailles dans les récits de voyageurs allemands à l’époque baroque
Images déplacées. Scènes modernes de l‘art
Le surréalisme et l‘argent
OwnReality. À chacun son réel
Travelling Art Histories
Recherches scientifiques sur l’hôtel de Beauharnais
Entre art, science et politique d‘occupation
Digital Humanities

## Publications
Le DFK Paris fait paraître les travaux de ses propres chercheurs, et accueille des essais et monographies d’historiens de l’art internationaux. À l'origine orientée selon les sujets annuels et les projets de recherches à long terme, la ligne éditoriale du DFK Paris s’est ouverte à d’autres perspectives méthodologiques et historiographiques. Elle intègre désormais des études sur des sujets aussi variés que les échanges artistiques, les collections et collectionneurs, l’architecture classique, la théorie de l’art ou la portée politique des images.
Parallèlement aux collections Passages/Passagen, Passerelles et Monographies, éditées avec les Éditions de la Maison des sciences de l’homme (MSH) pour la France et le Deutscher Kunstverlag (DKV) pour l’Allemagne, le DFK Paris a récemment développé la collection Passages online (éditions numériques) en coopération avec arthistoricum.net – ART-Books de la bibliothèque universitaire de Heidelberg. De nombreuses co-éditions avec des institutions partenaires complètent son programme éditorial.

### Passagen/Passages
La collection Passages a d’abord été consacrée à la publication des actes de colloque des sujets annuels du DFK Paris, puis s’est élargie à des travaux de recherches plus vastes, souvent issus de thèses de doctorat ou d’habilitation en histoire de l’art. Le même soin étant apporté à la rédaction des textes, à l’appareil critique, à l’iconographie et à la mise en pages, les Passages sont à la fois des ouvrages scientifiques de haut niveau et des beaux livres, accessibles au public le plus large.

### Passages online
Le DFK Paris est attaché à la possibilité de l’open access, afin de rendre ses résultats de recherche plus rapidement et plus facilement accessibles à un public international. Aux collections Passages/Passagen et Passerelles déjà existantes s’ajoute depuis 2017 celle des Passages online, laquelle met en particulier les actes de colloque et les résultats de recherche des sujets annuels à disposition sous forme numérique. En tant que ressources en ligne, ces publications sont accessibles librement sur la plateforme arthistoricum.net – ART Books. Il est en outre possible d’acheter des versions imprimées pour certains ouvrages de la collection.

### Passerelles
La collection Passerelles est consacrée à des essais en histoire de l’art. Histoire de la réception, analyse du goût, anthropologie, étude approfondie d’une œuvre ou d’un débat historiographique, recherche autour d’une question théorique ou d’un genre particulier pratiqué par un artiste, chacun de ces textes courts offre de nouvelles possibilités de circuler à travers les temps, les lieux et les disciplines.

## Bibliothèque

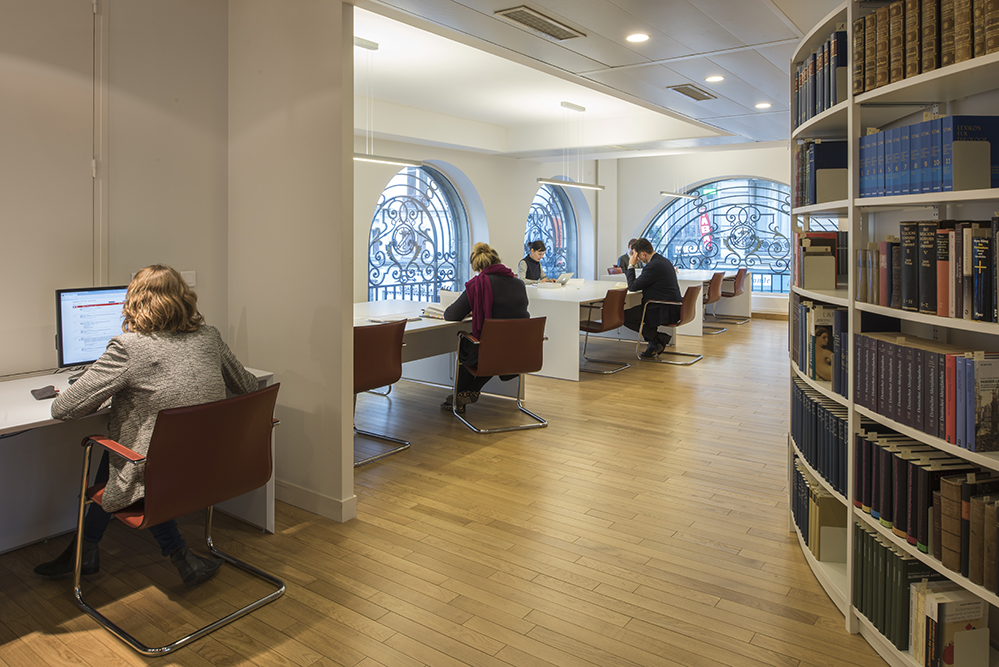
Salle de lecture de la bibliothèque du DFK Paris.

Au cœur de Paris, le bâtiment du Centre allemand d’histoire de l’art abrite une bibliothèque spécialisée dans l’histoire de l’art et de la culture allemandes, ainsi que dans l’histoire de la discipline et des sciences humaines en Allemagne. Elle offre en outre un panorama de la littérature scientifique sur l’art français et sur les relations artistiques franco-allemandes.
La bibliothèque assiste les chercheurs de l’institut dans leurs projets de recherche sur l’histoire de l’art en France. Avec des axes incluant aussi bien les questions de méthodologie que des thématiques comme l’histoire des collections, le Bauhaus ou encore les recherches de provenance, elle reflète la vitalité d’un champ de recherche qui s’étend du Moyen Âge à nos jours. 
La salle de lecture de l’hôtel Lully permet de consulter une collection unique d’écrits de théorie de l’art et d’esthétique, dont une grande partie sont des éditions originales ; de nombreux ouvrages rares, des originaux du XVIIe au XXe siècle ainsi que des collections numériques et des banques de données. Sur les 96 000 titres et 193 périodiques en activité – principalement de langue allemande – plus de 80 % sont en libre accès. La proximité immédiate de la bibliothèque de l’INHA, avec laquelle la bibliothèque du DFK Paris est liée par un accord de coopération, des collections spécialisées de la Bibliothèque nationale de France (BnF), du Louvre et du Centre Pompidou, contribue à accroître encore l’excellence des conditions de recherche.
Le DFK Paris appartient au réseau des bibliothèques d’art kubikat, dont le catalogue en ligne internationalement renommé constitue la plus vaste banque de données au monde de bibliothèques en histoire de l’art. Elle contient actuellement plus de 1,7 million de références, dont plus de 900 000 articles issus de périodiques spécialisés, d’ouvrages collectifs et de publications en ligne. Le réseau kubikat travaille en coopération avec le Bibliotheksverbund Bayern (BVB) et l’Art Discovery Group Catalogue.

## Hôtel Lully

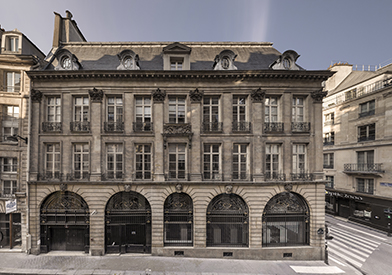
Centre allemand d'histoire de l'art, Hôtel Lully.

Situé Place des Victoires pendant ses premières années d’activité, l’institut occupe depuis octobre 2011 l’Hôtel Lully, dans le premier arrondissement de Paris, à proximité immédiate de l’Institut national d’histoire de l’art (INHA), du Louvre et de la grande bibliothèque centrale d’histoire de l’art, installée dans les locaux de la Bibliothèque nationale de France (BnF).
Bâti au XVIIe siècle, l’Hôtel Lully doit sa construction à Jean-Baptiste Lully, compositeur d’origine italienne devenu surintendant de la musique royale à la cour de Louis XIV. Selon une légende locale, Lully reçut une aide de 11 000 livres de la part de Molière pour l’acquisition du terrain et la construction de l’édifice. Des fastes de l’époque du roi Soleil demeurent la façade ornée de masques de bacchantes, classée monument historique, un bas-relief représentant des symboles musicaux, et une fresque de plafond dans le salon Lully.

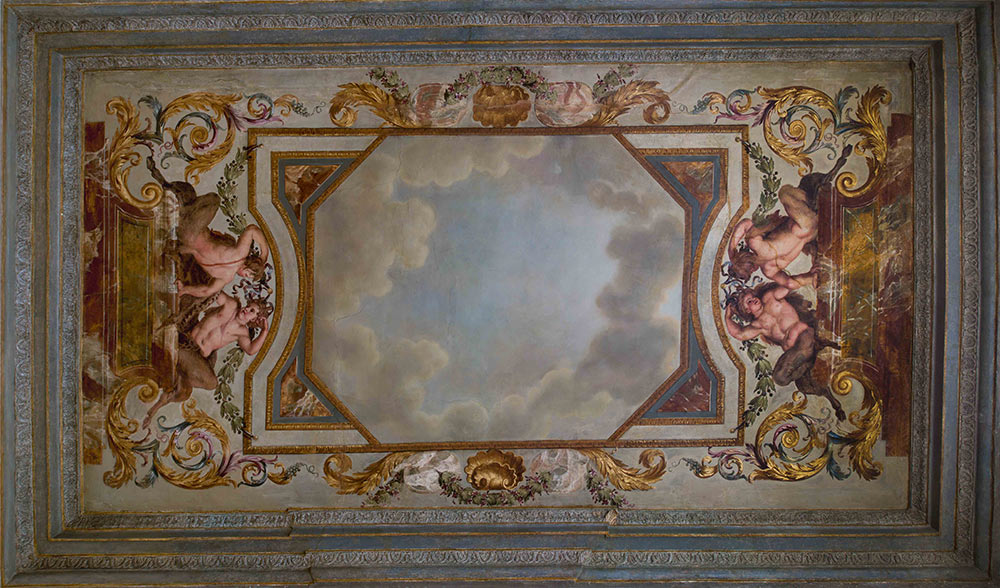
Fresque de plafond dans le Salon Lully

Outre la bibliothèque en libre accès public et sa salle de lecture, l’intérieur désormais moderne abrite une salle de conférence au sous-sol, une salle de réunion avec visioconférence, l’atelier de recherche des boursiers, les bureaux de l’équipe de l’institut ainsi que des projets de recherche financés par des tiers.